# Bloed, zweet & tranen (film)
Bloed, zweet & tranen is een Nederlandse film uit 2015, geregisseerd door Diederick Koopal, over het leven van André Hazes.  Hoofdrollen worden gespeeld door Martijn Fischer, Hadewych Minis, Fedja van Huêt en Matheu Hinzen. De titel van de film verwijst naar de gelijknamige single uit 2002.

## Verhaal
Deze biografische film gaat over het leven van André Hazes. De film is grotendeels opgesplitst in drie delen die achronologisch worden getoond.
André Hazes wordt als achtjarige jongen uitgebuit door zijn agressieve vader Joop. André moet van zijn vader in diverse cafés en op markten gaan zingen. Met het opgehaalde geld gaat Joop op café en verplicht hij zelfs André om bier te drinken. Wanneer André op een dag zingt op de Albert Cuypmarkt blijkt John Kraaijkamp sr. aanwezig te zijn. Hij ziet direct potentieel in André en tracht Joop te overtuigen om hem op de nationale televisie te laten zingen. Joop is niet echt geïnteresseerd en vindt dat zijn oudste zoon Joop Jr. een beter zanger is. Zijn mening verandert nadat hij beseft dat dergelijke optredens geld kunnen opbrengen. Het optreden is een succes. Kraaijkamp en Hazes nemen twee nummers op (Droomschip en Guanita), maar de plaat flopt.
De volwassen André Hazes baat een café uit waar hij zelf regelmatig zingt. Zijn klanten noemen hem "De zingende barkeeper". Ondertussen heeft hij een hit met Eenzame Kerst, een nummer dat hij uitbrengt via Philips. Nadat Hazes de samenwerking met Philips stopzet, stuurt EMI Music, Tim Griek, een van hun producers, naar het café om met André te praten over een eventuele samenwerking. Hazes ziet dit initieel niet zitten: EMI Music wil hem, net als Philips, in het levensliedgenre laten zingen, terwijl Hazes blues wil maken. Griek kan Hazes toch overtuigen door te zeggen dat het momenteel niet de tijd is voor blues, maar dat dit wel iets zal zijn voor in de toekomst. Er ontstaat een hechte vriendschapsband tussen Hazes en Griek die tijdelijk wordt verstoord nadat Hazes opbiecht een relatie te hebben met de vijftienjarige Rachel. Niet veel later verdrinkt Griek bij een auto-ongeval, waarbij zijn auto te water raakt.
In de film bereidt Hazes zich ook voor op het afscheidsconcert in ArenA, maar zijn alcohol- (voornamelijk Heineken) en sigarettenverslaving (voornamelijk Camel), gedeeltelijke doofheid en diabetes zorgen ervoor dat dit geen simpele taak zal worden. Enige tijd voor zijn afscheidsconcert heeft hij een optreden moeten afbreken omdat deze verslavingen en doofheid de overhand namen. De gezondheid van Hazes gaat sterk achteruit. Op 21 september 2004, terwijl hij droomt van zijn afscheidsconcert dat op 27 september zou plaatsvinden, raakt hij in coma en sterft twee dagen later. Zijn afscheidsconcert gaat door en wordt daardoor een huldiging.

## Rolverdeling
| Acteur          | Personage                      |
| --------------- | ------------------------------ |
| Martijn Fischer | André Hazes                    |
| Hadewych Minis  | Rachel Hazes                   |
| Fedja van Huêt  | Tim Griek                      |
| Matheu Hinzen   | André Hazes als achtjarig kind |
| Raymond Thiry   | Joop Hazes                     |
| Marcel Hensema  | Johnny Kraaijkamp              |
| Barbara Sobels  | Miep Hazes                     |
| Eric Corton     | Karel                          |
| Loek Peters     | Robert de Waal                 |
| Bert Luppes     | Cees Baas                      |
| Pien Westendorp | Roxeanne Hazes                 |
| Boy Timmerman   | André Hazes jr.                |
| Robbie Cleiren  | Gehoorchirurg                  |

## Trivia
- Opvallend veel castleden uit deze film speelden een vaste rol in de serie Penoza namelijk: Raymond Thiry, Marcel Hensema, Loek Peters, Fedja van Huêt en Eric Corton. Martijn Fischer is te zien in aflevering 6 van het eerste seizoen van Penoza als vrachtwagenchauffeur.
- De scene waarin Hazes in 1980 in Toppop verschijnt om ‘n vriend te playbacken maakte gebruik van het decor uit 1979. Hazes zou in werkelijkheid pas in 1981 zijn Toppop-debuut maken.
- In 2000 gaf Hazes zelf aan dat als er een film over hem gemaakt zou worden Frits Lambrechts zijn vader moet spelen.[2]